# Aceratophallus calcehtokanus
Aceratophallus calcehtokanus är en mångfotingart som beskrevs av Chamberlin 1938. Aceratophallus calcehtokanus ingår i släktet Aceratophallus och familjen Rhachodesmidae. Inga underarter finns listade i Catalogue of Life.